# Comitente (contabilidad)
El comitente o consignador es parte que interviene en la comisión mercantil, la cual desempeña el encargo o mandato dentro de por ejemplo, las mercancías en comisión. Además, es la parte contratante dentro de un contrato mercantil que se encarga de una gestión de comercio y da al comisionista un precio pactado como cuota.

## En México
Por ser una de las partes que interviene en la comisión mercantil, queda contemplado en el Código de Comercio desde el artículo 273° al 308° en resumen que: 

### Sobre los derechos del comitente
- "De acuerdo a lo dispuesto en el artículo 307° del Código de Comercio, el comitente tiene el derecho en cualquier momento recovar la comisión al comisionista".

### Sobre las obligaciones del comitente
- "Proporcionar al comisionista los medios necesarios para la ejecución del mandato y reembolsarle lo que éste pague por motivo de la comisión, tal como dispone el artículo 305°, en relación con los artículos 281° y 282° del Código de Comercio".

- "Pagar al comisionista una comisión, salvo que como estipula el artículo 304° del Código de Comercio, se hubiere pactado en el contrato que el comisionista no recibirá ningún pago por sus servicios".